# Ritterstraße 10 (Magdeburg)

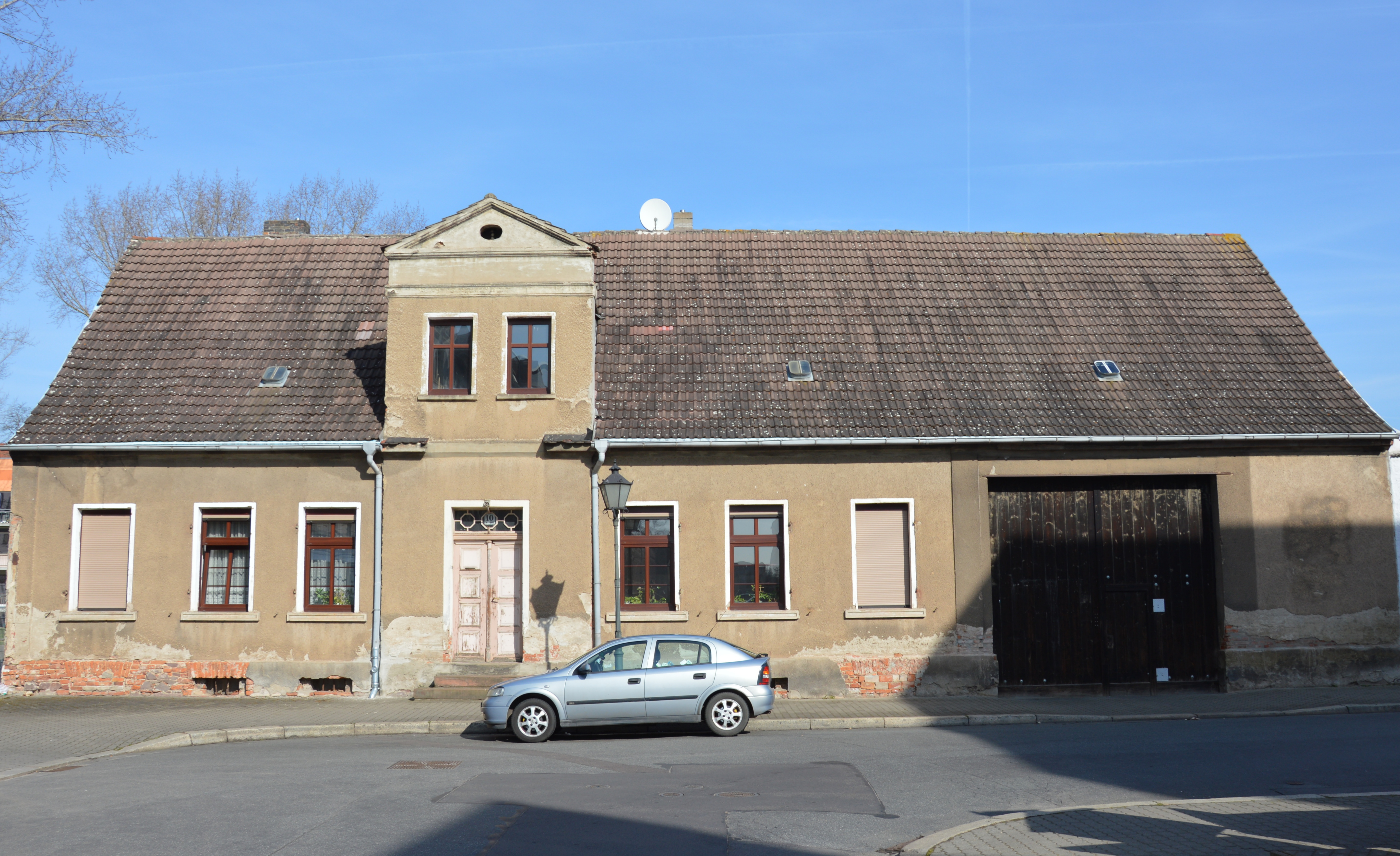
Ritterstraße 10

Das Gebäude Ritterstraße 10 ist ein denkmalgeschütztes Bauernhaus in Magdeburg in Sachsen-Anhalt.

## Lage
Das Gebäude befindet sich auf der Nordseite der Ritterstraße am westlichen Ende der Straße im Magdeburger Stadtteil Neue Neustadt. Direkt gegenüber dem Haus mündet die Abendstraße in die Ritterstraße.

## Architektur und Geschichte
Das eingeschossige, verputzte Haus geht in seinem Kern bis auf das Jahr 1813 zurück. Zu diesem Zeitpunkt wurde es im Zuge der Anlage der Neuen Neustadt als Neusiedlerhaus errichtet und ist eines der ältesten Gebäude des Stadtteils. Nach einem Brand des Bauernhofes wurde das Haus 1845 für den Ackerbürger Bodenstein neu aufgebaut. Das siebenachsige Gebäude ist schlicht, im Stil des Klassizismus gestaltet. Der mittig gelegene Hauseingang ist durch einen flachen Risalit betont und wird von einem Dacherker mit Dreiecksgiebel bekrönt. Bedeckt wird der Bau von einem hohen Satteldach, das später nach Osten über die Toreinfahrt und eine östlich hiervon bestehende ehemalige Remise ausgedehnt wurde.
Auf dem Hof befinden sich im Jahr 1845 in Fachwerkbauweise errichtete Stallungen.
Im örtlichen Denkmalverzeichnis ist das Gebäude unter der Erfassungsnummer 094 76802 als Bauernhaus verzeichnet.